# Alexander IV. (Papst)

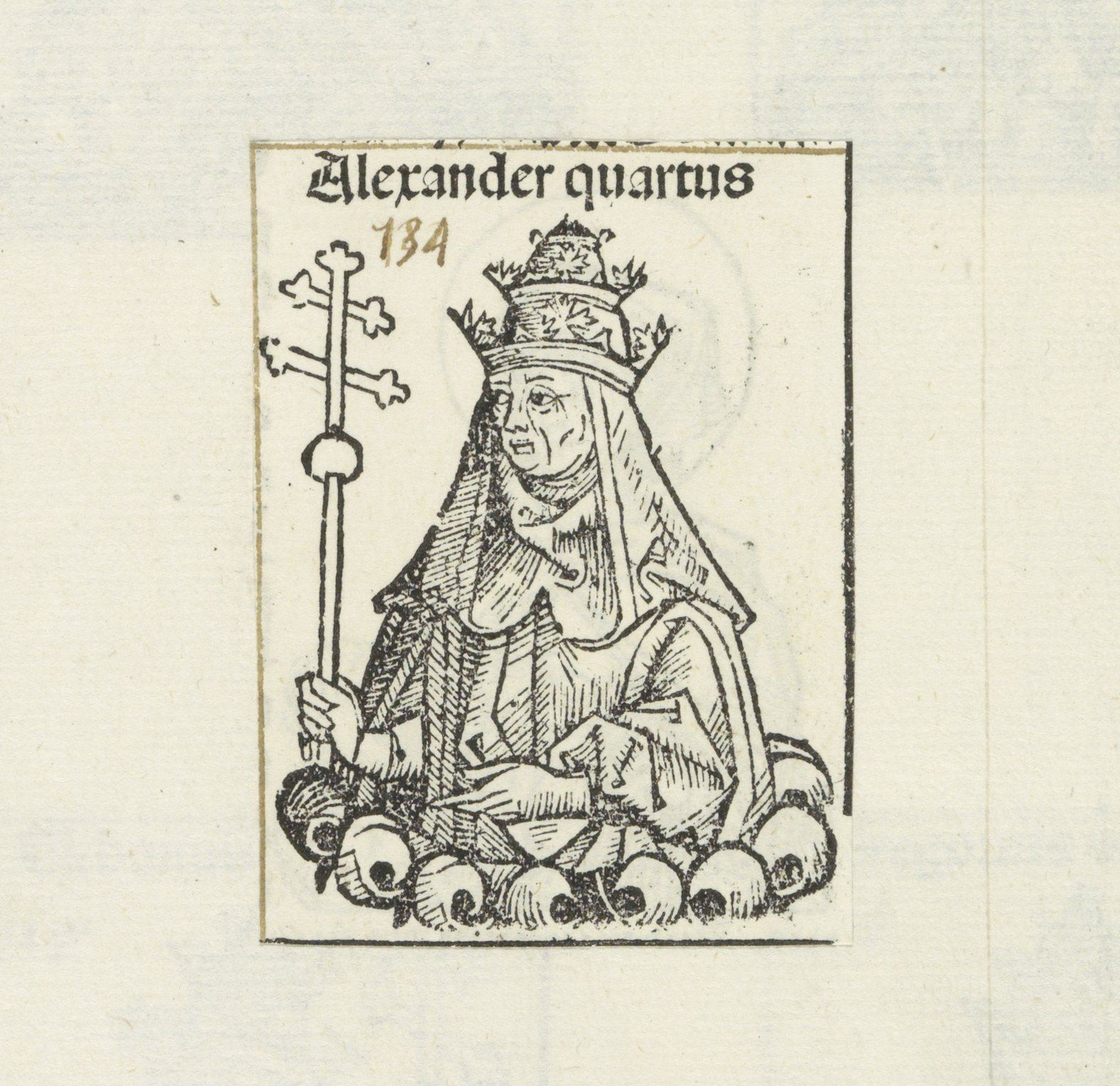
Papst Alexander IV. (Darstellung in der Schedelschen Weltchronik, 1493)

Alexander IV., ursprünglich Rainald Graf von Segni, auch Rinaldo Conti, (* um 1199 in Anagni; † 25. Mai 1261 in Viterbo) war vom 12. Dezember 1254 bis zum 25. Mai 1261 Papst. Er war Sohn des Grafen Philipp V. von Jenne.

## Leben

### Klerikale Karriere
Gregor IX. erhob seinen Neffen Alexander, der wie er selbst aus der Familie Conti stammte, 1227 zum Kardinaldiakon von Sant’Eustachio und am 11. August 1231 zum Kardinalbischof-Elekt von Ostia und Velletri. Er behielt das Amt des Kardinaldiakons bis Anfang 1235 bei und empfing erst vor dem 5. Mai 1235 die Bischofsweihe. Zudem war er von 1227 bis 1231 päpstlicher Kämmerer. Am 12. Dezember 1254 wurde er von den Kardinälen in Neapel per compromissum zum Nachfolger von Innozenz IV. bestimmt und am 20. Dezember 1254 inthronisiert.

## Pontifikat

### Auseinandersetzung mit den Staufern
Alexander IV. war ein sanfter, unentschlossener Papst, der jeder Entscheidung auswich. Deshalb war er zeit seines Pontifikats
macht- und erfolglos. Er war wie sein Vorgänger, Innozenz IV., Vormund des letzten, verwaisten, Hohenstaufen
Konradin, seit 1254 Herzog von Schwaben, König von Sizilien und Jerusalem, lehnte diese Vormundschaft aber ab. Gegen dessen Onkel, Manfred, der die Statthalterschaft von Sizilien innehatte, konnte sich der Papst jedoch nicht durchsetzen. Alexander forderte 1255 vergeblich alle Lehnsleute und Adligen im Herzogtum Schwaben auf, sich von Konradin loszusagen.
Am 25. März 1255 exkommunizierte er den Statthalter Manfred und belehnte statt seiner am 9. April 1255 den erst zehnjährigen Edmund von Lancaster, einen Sohn Heinrichs III. von England, mit Sizilien. Zu einer Besitzergreifung der Insel durch den Engländer kam es allerdings nicht, da das englische Parlament die Kandidatur wegen der harten päpstlichen Bedingungen ablehnte. Darauf wandte sich Alexander an Karl I. von Anjou, der aber ebenfalls ablehnte. Die Ablehnung erfolgte dabei auf Druck König Ludwigs IX. von Frankreich, der die Staufer immer noch als legitime Könige Siziliens betrachtete.
Alexander IV. bevorzugte im deutschen Interregnum den Römisch-deutschen König Wilhelm von Holland, der gegen die Staufer als Gegenkönig aufgestellt worden war. Doch dieser wurde am 28. Januar 1256 im Krieg gegen die Friesen getötet. Nach seinem Tod verbot der Papst die Wahl des Staufers Konradin von Schwaben zum deutschen König und widersetzte sich auch der Wahl Ottokars II. von Böhmen. Stattdessen wurden sowohl der Engländer Richard von Cornwall, ein Bruder Heinrichs III. von England, welchen Alexander IV. zeitweilig unterstützte, als auch Alfons X. von Kastilien, ein Enkel des römisch-deutschen Königs Philipps von Schwaben, gewählt.
Als sich Manfred am 10. August 1258 in Palermo zum König von Sizilien krönte und damit den Thron gegen die Rechte seines Neffen Konradin und die Lehnshoheit des Papstes auf Sizilien usurpiert hatte, wurde er zum ernsthaften Gegner des Papstes. Manfred, der König von Italien werden und dann eine rein national-italienische Politik betreiben wollte, wurde zum zweiten Mal von Papst Alexander exkommuniziert. Ungeachtet der päpstlichen Exkommunikation und der kirchlichen Strafen (1259–60) gegen ihn und seine Anhänger, betrieb König Manfred weiterhin seine bisher erfolgreiche Politik, dabei gingen große Teile des Kirchenstaates verloren. Am Ende seines Pontifikats musste Papst Alexander vor König Manfred aus Rom nach Viterbo fliehen und starb dort 1261. In Frankreich änderte sich jedoch langsam die Haltung Ludwigs IX. und nachdem der Franzose Urban IV. zu Alexanders Nachfolger gewählt worden war, wurde Karl I. von Anjou nach Italien geschickt.

### Kirchenpolitik

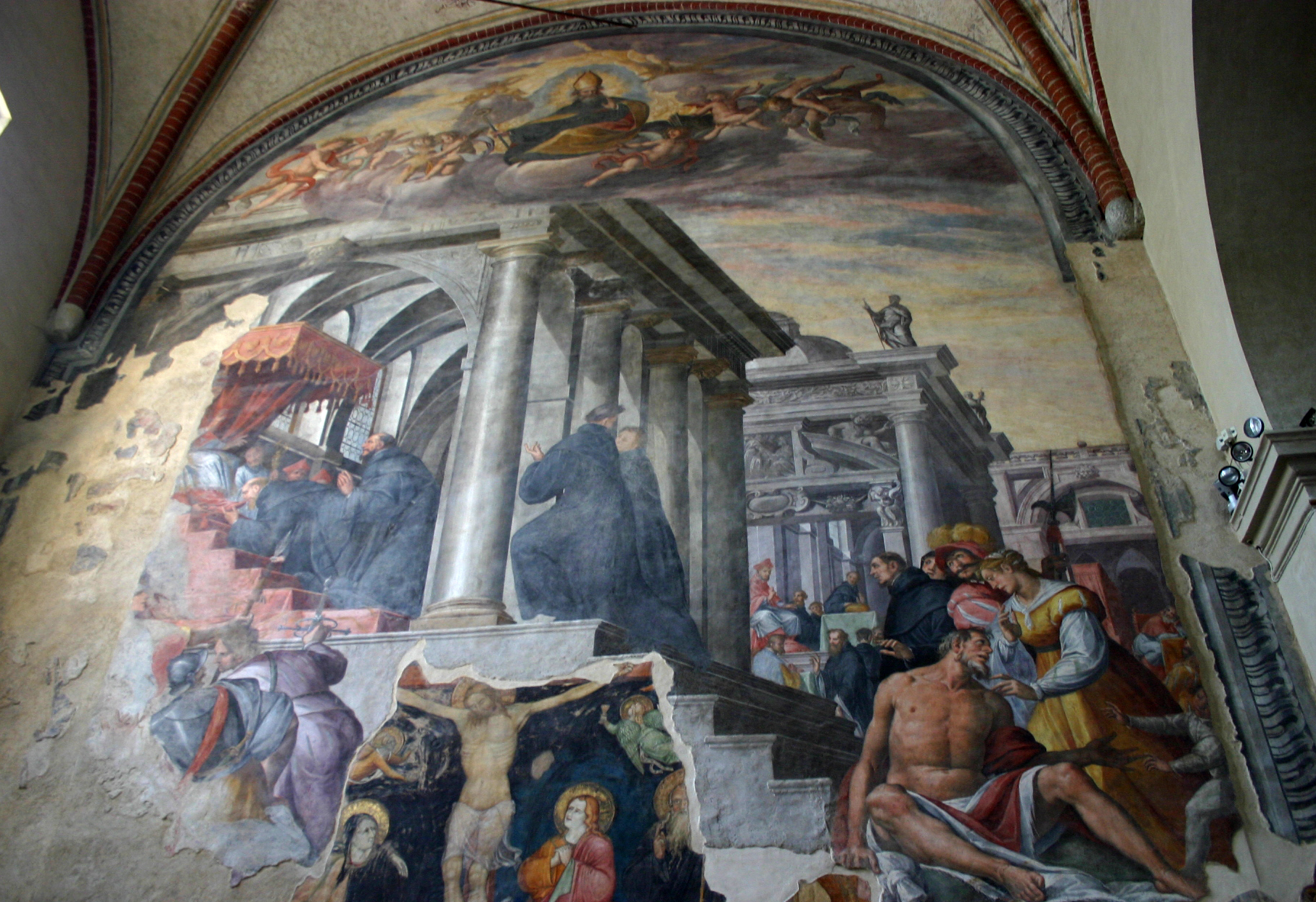
Papst Alexander IV. (li. oben unter dem Baldachin) errichtet den Orden der Augustiner-Eremiten (Fresko der Gebrüder Fiammenghini, Kirche San Marco, Mailand, um 1600)

Alexander IV. sprach sich gegen die beginnende Hexenverfolgung aus. Seiner Ansicht nach sollte sich die Kirche auf die Bekämpfung von Häretikern wie den Katharern und Waldensern beschränken. Daher warnte Papst Alexander IV. am 20. Januar 1260 die Inquisitoren des zu Beginn des Jahrhunderts gegründeten Dominikanerordens:

„Die Euch übertragene Sache [nämlich die Bekämpfung der Häresien und Häretiker] ist so wichtig, dass Ihr Euch davon nicht abhalten lassen dürft durch die Verfolgung anderer Arten von Verbrechen. Deshalb sollen Prozesse gegen Wahrsagerei und Zauberei nur dann von Euch angestrengt werden, wenn sie offensichtlich durch die Häresie hervorgerufen sind; in allen anderen Fällen muss man sie bei den seit altersher dafür eingesetzten [weltlichen] Richtern belassen“

Alexander schloss 1256 Roms Einsiedlergesellschaften durch ein Generalkapitel zu einer Gesellschaft zusammen, die am 9. April 1256 zum Orden „Einsiedler des heiligen Augustinus“ (Augustiner-Eremiten) erhoben wurde, und veröffentlichte aus diesem Zweck die Bulle Licet ecclesiae catholicae.
In seinen letzten Jahren war Alexander um eine Union mit Byzanz bemüht und betrieb einen Kreuzzug zur Abwehr der als „Tataren“ bezeichneten turko-mongolischen Reitertruppen der Goldenen Horde. Er erzielte Erfolge mit der Union von lateinischer und griechischer Kirche, was das Zusammenleben zwischen Lateinern und Griechen auf Zypern anbelangte. Auch erhob er die Stadt Riga zum Erzbistum Riga. Darüber hinaus war er um die Behebung kirchlicher Missstände bemüht, wie eine Frist von nur sechs Monaten zwischen Wahl und Weihe, Pflicht zur „visitatio ad limina“, durch die Konstitution Execrabilis, und der Aufhebung aller allgemein gefassten Dispense sowie die Einschränkung der Vergabe von Provisionen durch die Bulle Licet ecclesia (9. April 1256).
Alexander IV. war langjähriger Kardinal-Protektor der Franziskaner und der Klarissen (de facto seit 1227) und behielt als Papst seine Vorliebe für die Bettelorden bei. Er erweiterte die Machtbefugnisse der Inquisition, ließ Klara von Assisi heiligsprechen und hob die Seelsorgebeschränkungen für die Bettelorden auf, indem er Bestimmungen seines Vorgängers durch die Bulle Nec insolitum (22. Dezember 1254) außer Kraft setzte. Er stellte außerdem trotz heftigen Widerstandes das Recht der Mendikanten, an der Pariser Universität zu lehren, in der Bulle Quasi lignum vitae (14. April 1255) sicher. Gleichermaßen verurteilte er den attackierten Liber introductorius des Gerhard von Borgo San Donnino am 23. Oktober 1255 und verbot die Disputationen zwischen Laien und Häretikern.